# Großsteingrab Fahrenkrug
Das Großsteingrab Fahrenkrug ist eine megalithische Grabanlage der jungsteinzeitlichen Trichterbecherkultur bei Fahrenkrug im Kreis Segeberg in Schleswig-Holstein. Das Grab trägt die Sprockhoff-Nummer 242. Es wurde 1909 von Carl Rothmann archäologisch untersucht.

## Lage
Das Grab befindet sich südlich von Fahrenkrug und etwa 200 m nördlich der Bundesstraße 206 auf einem Feld. 1,6 km westsüdwestlich liegt das Großsteingrab Wittenborn.

## Beschreibung
Diese Anlage besitzt eine ost-westlich orientierte Grabkammer. Es handelt sich um einen erweiterten Dolmen mit einer Länge von 1,8 m, einer Breite von 1,2 m und einer Höhe von 1 m. Die Kammer besteht aus zwei Wandsteinpaaren an den Langseiten, je einem Abschlussstein an den Schmalseiten und einem Deckstein. An den Langseiten steht im Westen je ein langer Stein und an der Nordseite im Osten ein kurzer Stein. An der Südseite steht diesem eine schmale Platte gegenüber. Dieser Platte ist ein kurzer Gang aus einem Wandsteinpaar vorgelagert. Die Lücken zwischen den Steinen waren mit Lehm verstrichen.
Während der Bronzezeit wurde die Anlage für zwei Nachbestattungen benutzt. Dabei wurde die Hügelschüttung auf einen Durchmesser von 20 m und eine Höhe von 6 m erweitert. Die erste Nachbestattung fand sich direkt in der jungsteinzeitlichen Grabkammer. Hier wurden Reste eines Holzsarges und zahlreiche Beigaben gefunden. Das Skelett des Bestatteten, dessen Kopf im Westen lag, war zu einem weißlichen Pulver zerfallen.
Die zweite bronzezeitliche Bestattung wurde in der Hügelschüttung, 1,5 m unter der Oberfläche befunden. Hier standen in einer kleinen Kiste aus gespaltenen Steinen zwei Urnen, die Leichenbrand enthielten.